# Top Management
Top Management ( en hangul 탑 매니지먼트; RR: Tap Maenijimeonteu ) es una serie de televisión surcoreana estrenada el 31 de octubre de 2018 en YouTube Premium. Está basada en la novela original de Jang Woo-san acerca de idols que sueñan con subir a un escenario, que fue publicada en 2015 por Munpia. Protagonizada por Seo Eun-soo, Ahn Hyo-seop y Cha Eun-woo.

## Sipnosis
La historia se centra en Eun-sung una ex-chica idol trainee con el poder de predecir el futuro que se vuelve la Mánager de los aspirantes, de la Boy idol group "S.O.U.L."

## Reparto

### Personajes principales
- Seo Eun-soo como  Yoo Eun-sung
- Ahn Hyo-seop como Hyun Soo-yong
- Cha Eun-woo como Woo Yeon-woo
- Jung Yoo-ahn como Kim Tae-oh
- Bang Jae-min como Jang I-rip.

### Personajes secundarios
- Lee Joo-seung como LJ / Joo Seung-ri
- Park Hee-von como Kang Jae-young
- Cha Rae Hyung como Kevin
- Park Jong Hwan como Kim Hyun-jo
- Kwon Eun-bin como Eunbin
- Z.Hera como Song Haena
- Kim Ji-min como Park Seul-gi
- Yoo Hye-in como Hailey

### Apariciones especiales
- Chungha como Chungha (Episodio 14)
- Jang Dong-yoon como Dong-yoon (Episodio 16)

## Música
- "Gravity Acapella" - S.O.U.L (feat. Mook)[1][2]
- "Sunshine" - Jung Yoo-ahn & Shin A-rin
- "Together" - Cha Eun-woo[3]
- "Spring" - Ahn Hyo-seop & Z.Hera
- "Me In" - Bang Jae-min (feat. Chancellor)
- "Hold Me" - Park Jin-young
- "Spring" - Lee Won-seok
- "It's Love" - Lee Donghae
- "Camouflage" - Kevin Woo
- "Get Myself With You" - MCKay
- "Sugar Cane" - S.O.U.L (feat. Casper)
- "Get Myself With You" - S.O.U.L

## Episodios
Cada episodio tiene el nombre de una canción k-pop.
| N.º | Título                                                    | Fecha de emisión        | Director     | Escritor    |
| --- | --------------------------------------------------------- | ----------------------- | ------------ | ----------- |
| 1   | "Into The New World"(다시 만난 세계)                      | 31 de octubre de 2018   | Yoon Sung-ho | Jang Hu-san |
| 2   | "Blood Sweat & Tears"(피 땀 눈물)                         | 31 de octubre de 2018   | Yoon Sung-ho | Jang Hu-san |
| 3   | "knock knock"                                             | 31 de octubre de 2018   | Yoon Sung-ho | Jang Hu-san |
| 4   | "Russian Roulette"(러시안 룰렛)                           | 31 de octubre de 2018   | Yoon Sung-ho | Jang Hu-san |
| 5   | "As for Me (Yes I Am)"(나로 말할 것 같으면)               | 31 de octubre de 2018   | Yoon Sung-ho | Jang Hu-san |
| 6   | "Don't Touch Me"(손 대지 마)                              | 31 de octubre de 2018   | Yoon Sung-ho | Jang Hu-san |
| 7   | "I Don't Care"                                            | 31 de octubre de 2018   | Yoon Sung-ho | Jang Hu-san |
| 8   | "Love Me Right"                                           | 31 de octubre de 2018   | Yoon Sung-ho | Jang Hu-san |
| 9   | "Fake Love"                                               | 16 de noviembre de 2018 | Yoon Sung-ho | Jang Hu-san |
| 10  | "Mr. Simple"                                              | 16 de noviembre de 2018 | Yoon Sung-ho | Jang Hu-san |
| 11  | "Not Spring, Love, or Cherry Blossoms"(봄 사랑 벚꽃 말고) | 16 de noviembre de 2018 | Yoon Sung-ho | Jang Hu-san |
| 12  | Replay"(누난 너무 예뻐)                                   | 16 de noviembre de 2018 | Yoon Sung-ho | Jang Hu-san |
| 13  | "Love Scenario"(사랑을 했다)                              | 16 de noviembre de 2018 | Yoon Sung-ho | Jang Hu-san |
| 14  | "24 Hours"(24시간이 모자라)                               | 16 de noviembre de 2018 | Yoon Sung-ho | Jang Hu-san |
| 15  | "As If It's Your Last"(마지막처럼)                        | 16 de noviembre de 2018 | Yoon Sung-ho | Jang Hu-san |
| 16  | "Me Gustas Tu"(오늘부터 우리는)                           | 16 de noviembre de 2018 | Yoon Sung-ho | Jang Hu-san |